# Marc Hortensi Hortal
Marc Hortensi Hortal (en llatí Marcus Hortensius Hortalus M. F. Q. N.) era net d'Hortensi l'orador.
En temps de l'emperador August vivia en gran pobresa i el mateix emperador li va donar una pensió adequada per mantenir el seu rang senatorial i va promoure el seu casament (suposadament amb alguna dama rica). Sota Tiberi torna a aparèixer casat i amb quatre fills i altre cop reduït a la pobresa.